# Liste des évêques de Termoli-Larino
Pour un article plus général, voir Diocèse de Termoli-Larino.
La liste des évêques de Termoli-Larino recense les noms des évêques qui se sont succédé sur les sièges épiscopaux de Termoli et de Larino dans le Molise en Italie, depuis la fondation des deux diocèses respectivement au Xe siècle et Ve siècle puis les noms des évêques de Termoli-Larino depuis la réunion des deux diocèses en 1986.

## Évêques de Termoli
- - Benedetto (946/947) (usurpateur)
- Scio (969)
- Amando (1051)
- Niccolò (1071-1075)
- Iezzolino (1095)
- Ursone (1126)
- Pietro (1149)
- Goffredo (1178-1179)
- Anonyme (1187-1191)
- Alferio (1196)
- Anonyme (1199-1200)
- Anonyme (1204)
- Anonyme (1208)
- Anonyme (1215-1217)
- Anonyme (1220)
- Angelo (1224-1226)
- Anonyme (1234)
- Stefano (1235-1241)
- Valentino (1254-1270)
- Giovanni (1265)
- Anonyme (1273)
- G. (1280)
- Bartolomeo Aldomarisso (1304-1318)
- Giovanni (1318-1321)
- Bartolomeo (?-1352)
- Luca (1353-1364)
- Francesco della Stella (1364-1372)
- Jacopo Cini da Sant'Andrea, O.P (1372-1381)
  - Giovanni di Sangemini, O.F.M (1379 - ?) (antiévêque)
- Domenico del Ciarda, O.S.M (1381-1387)
- Andrea (1388-1390)
- Costantino (1390-1395)
- Pietro (1395-1400)
- Tommaso (1400-1400) nommé évêque de Montecorvino
- Antonio (1400-1403)
- Stefano da Civita Castellana, O.F.M (1403-1406) nommé évêque de Civita Castellana
- Paolo (1406-1422)
- Antonio, O.E.S.A (1422-1455)
- Duccio (1455-1465)
- Leonardo, O.S.B (1465-1473)
- Jacopo (1473- ?)
- Giovanni de' Vecchi (1497-1509)
- Angelo Antonio Guiliani (1509-1517)
- Sancio de Ayerbe (1517-1518)
- Antonio Attilio (1518-1536)
- Pietro Durante (1536-1539)
- Vincenzo Durante (1539-1565)
- Marcello Dentice (1565-1569)
- Cesare Ferrante (1569-1593)
- Annibale Muzi (1594-1594)
- Francesco Sarto (1594-1599)
- Alberto Drago, O.P (1599-1601)
- Federico Mezio (1602-1612)
- Camillo Moro (1612-1626) nommé évêque de Comacchio
- Ettore dal Monte (1626-1626)
- Gerolamo Cappello, O.F.M. Conv (1626-1643)
- Alessandro Crescenzi, C.R.S (1643-1644) nommé évêque d'Ortona et Campli (it)
- Cherubino Manzoni, O.F.M (1644-1651)
- Antonio Leoncello (1651-1653)
- Carlo Mannello (1653-1661)
- Fabrizio Maracchi (1662-1676)
- Antonio Savo de' Panicoli (1677-1687)
- Marcantonio Rossi (1688-1688)
- Michele Petirro (1689-1705) nommé évêque de Pouzzoles
- Domenico Catalani (1706-1709)
  - siège vacant (1709-1718)
- Tommaso Maria Farina, O.P (1718-1718)
- Salvatore di Aloisio (1719-1729)
- Giuseppe Antonio Silvestri (1729-1743)
- Isidoro Pitellia, O.M (1743-1752)
- Tommaso Giannelli (1753-1768)
- Giuseppe Boccarelli (1769-1781)
  - siège vacant (1781-1792)
- Anselmo Maria Toppi, O.S.B (1792-1799)
  - siège vacant (1799-1819)
- Giovanni Battista Bolognese (1819-1822) nommé évêque d'Andria
- Pietro Consiglio (1824-1826) nommé archevêque de Brindes
- Gennaro de Rubertis (1827-1845)
- Domenico Ventura (1846-1849) nommé archevêque d'Amalfi
  - Pietro Bottazzi (1849-1851) (administrateur apostolique)
- Vincenzo Bisceglia (1851-1889)
- Raffaele di Nonno, C.SS.R (1889-1893) nommé archevêque de Acerenza et Matera
- Angelo Balzano (1893-1909)
- Giovanni Capitoli (1909-1911) nommé évêque de Bagnoregio
- Rocco Caliandro (1912-1924)
- Oddo Bernacchia (1924-1962)
- Giovanni Proni (1962-1970) nommé évêque coadjuteur de Forlì
- Pietro Santoro (1970-1979) nommé archevêque de Campobasso
- Cosmo Francesco Ruppi (1980-1986) nommé évêque de Termoli-Larino

## Évêques de Larino
- Giusto (mentionné en 492/496)
- April (mentionné 492/496-501)
- Giovanni I (mentionné en 556/561)
  - siège supprimé
- Attone (ou Azzone) (mentionné en 960)
- Giovanni II (mentionné en 1061)
- Guglielmo (1071-1089)
- Ruggero (fin du XIe siècle)
- Giovanni III (mentionné en 1100)
- Teodaldo (mentionné en 1166)
- Pietro (1166-1182)
- Anonyme (mentionné en 1187 et en 1191)
- Giovanni IV (mentionné en 1200 et en 1201)
- Rainaldo (mentionné en 1205)
- Anonyme (mentionné en 1215 et en 1217)
- Matteo (mentionné en 1218)
- Anonyme (mentionné en 1219)
- Giovanni Bos de Ravello (mentionné en 1221)
- Roberto (1224-1227)
- Anonyme (mentionné en 1236)
- Stefano (mentionné en 1240)
- Gualtiero de' Gualtieri (1250-1254) nommé archevêque d'Amalfi
- Bartolomeo da Benevento, O.P. (1254-1264) nommé évêque de Narni.
- Farolfo (mentionné en 1267)
- Anonyme (mentionné en 1275/1276 et en 1279)
- Perrone (Petronio) (1285-1309)
  - Saba (1289-1298) (administrateur apostolique et évêque de Mileto)
  - Jacobus, O.F.M (? - 1299) administrateur apostolique et évêque de Malte.
  - Giovanni (1299 - ) administrateur apostolique et archevêque de Bénévent
  - Adinolfo (1301 - ? ) administrateur apostolique et archevêque de Bénévent
  - Angelo (1301-1303) administrateur apostolique, ancien évêque de Fiesole nommé évêque de Modone
  - Pasquale (1304-1309) administrateur apostolique puis évêque de Larino
- Pasquale (1309 - ?)
- Raone de Comestabolo (1318)
- Giovanni Andrea (mentionné en 1338)
- Delfino † (? -1344)
- Andrea da Bari, O.F.M (1344-1365)
- Bertrando, O.P (1365-1368)
- Sabino (1370-1401)
- Pietro (1401-1410)
- Rinaldo (1413-1415)
- Giovanni IV (1417-1418)
- Domenico de' Fontani (1418 - ?)
- Filippo (1427 - ?)
- Aurone (mentionné en 1436)
- Giovanni Leone, O.P (1440 - ?)
- Antonio de' Misseri (1463 - ?)
- Bonifacio (1488-1492)
- Pietro de' Petrucci (? - 1503)
- Giacomo de' Petrucci, O.F.M.Obs (1503-1523)
- Gian Francesco Cina (? -1527 nommé archevêque titulaire de Nazareth
- Domenico Cina (1528- ? )
- Giacomo Sedati (1530-1539)
- Fernando de Mudana (1539-1551)
- Gian Francesco Borengo (1551-1555)
- Belisario Balduino (1555-1591)
- Gerolamo Vela (1591-1611)
- Giovanni Tommaso Eustachio, C.O. (1612-1616)
- Gregorio Pomodoro (1616-1626)
- Pietro Paolo Caputo (1628-1628)
  - siège vacant (1628-1631)
- Persio Caracci (1631-1656)
- Ferdinando Apicello (1656-1682)
- Giambattista Quaranta (1683-1685)
- Giuseppe Catalani (1686-1703)
- Gregorio Compagni, O.P (1703-1705)
- Carlo Maria Pianetti (1706-1725)
- Paolo Collia, O.M (1725-1726) nommé évêque de Mileto
- Giovanni Andrea Tria I (1726-1741)
- Giovanni Andrea Tria II (1742-1747)
- Scipione de' Lorenzi (1747-1772)
- Giovanni Antonio Francisco de Nobili, S.P. (1772-1774)
- Carlo di Ambrosio (1775-1796)
- Filippo Bandini (1798-1806)
  - siège vacant (1806-1818)
- Raffaele Lupoli, C.SS.R (1818-1827)
- Vincenzo Rocca (1829-1845)
- Pietro Bottazzi (1845-1858)
- Francesco Giampaolo (1859-1888)
- Vito Antonio Fioni (1888-1891)
- Bernardino di Milia, O.F.M.Cap (1891-1910)
- Emidio Trenta (1910-1914) nommé évêque de Viterbe
- Antonio Lippolis (1915-1923) nommé évêque d'Ugento
- Oddo Bernacchia (1924-1960)
- Costanzo Micci (1960-1966) nommé administrateur apostolique du diocèse de Fano-Fossombrone-Cagli-Pergola
  - siège vacant (1966-1970)
- Pietro Santoro (1970- 1979) nommé archevêque de Campobasso-Boiano
- Cosmo Francesco Ruppi (1980-1986) nommé évêque de Termoli-Larino

## Évêques de Termoli-Larino
- Cosmo Francesco Ruppi (1986-1988) nommé archevêque de Lecce
- Domenico Umberto D'Ambrosio (1989-1999) nommé archevêque de Foggia-Bovino
- Tommaso Valentinetti (2000-2005) nommé archevêque de Pescara-Penne
- Gianfranco De Luca (2006-2024)
- Claudio Palumbo (2024-  )